# Stefan Fiori
Stefan Fiori (Italia, 1974) è un cantante italiano, membro della band symphonic black metal italo-austriaca Graveworm.

## Discografia

### Graveworm

#### Album in studio
- 1997 - When Daylight's Gone (Serenades Records)
- 1999 - As the Angels Reach the Beauty (Last Episode)
- 2001 - Scourge of Malice (Last Episode)
- 2003 - Engraved in Black (Nuclear Blast)
- 2005 - (N)utopia (Nuclear Blast)
- 2007 - Collateral Defect (Massacre Records/Nuclear Blast)
- 2011 - Fragments of Death (Nuclear Blast)
- 2015 - Ascending Hate (Nuclear Blast)

#### EP e altre produzioni
- 1997 - Demo 97, (Serenades Records)
- 1997 - Eternal Winds (EP) (Serenades Records)
- 1998 - Underneath The Crescent Moon (Serenades Records)
- 1998 - Awaiting The Shining (Video) (Serenades Records)